# Cucullia cita
Cucullia cita är en fjärilsart som beskrevs av Augustus Radcliffe Grote 1883. Cucullia cita ingår i släktet Cucullia och familjen nattflyn. Inga underarter finns listade i Catalogue of Life.